# العلاقات السيراليونية الفيجية
العلاقات السيراليونية الفيجية هي العلاقات الثنائية التي تجمع بين سيراليون وفيجي.

## مقارنة بين البلدين
هذه مقارنة عامة ومرجعية للدولتين:
| وجه المقارنة                                              | سيراليون       | فيجي                                                                 |
| --------------------------------------------------------- | -------------- | -------------------------------------------------------------------- |
| المساحة (كم2)                                             | 71.74 ألف      | 18.27 ألف                                                            |
| عدد السكان (نسمة)                                         | 7.56 مليون     | 915.30 ألف                                                           |
| الكثافة السكانية (ن./كم²)                                 | 105.38         | 50.1                                                                 |
| العاصمة                                                   | فريتاون        | سوفا                                                                 |
| اللغة الرسمية                                             | لغة إنجليزية   | لغة إنجليزية، اللغة الفيجية، اللغة الفيجي الهندية، اللغة الهندستانية |
| العملة                                                    | ليون سيراليوني | دولار فيجي                                                           |
| الناتج المحلي الإجمالي (بليون دولار)                      | 3.77 مليار     | 5.06 مليار                                                           |
| الناتج المحلي الإجمالي (تعادل القوة الشرائية) بليون دولار | 10.13 مليار    | 8.32 مليار                                                           |
| الناتج المحلي الإجمالي الاسمي للفرد دولار أمريكي          | 653            | 4.96 ألف                                                             |
| الناتج المحلي الإجمالي للفرد دولار أمريكي                 | 1.97 ألف       | 8.79 ألف                                                             |
| مؤشر التنمية البشرية                                      | 0.413          | 0.727                                                                |
| رمز المكالمات الدولي                                      | +232           | +679                                                                 |
| رمز الإنترنت                                              | .sl            | .fj                                                                  |
| المنطقة الزمنية                                           | 00             | ت ع م+12:00                                                          |

## منظمات دولية مشتركة
يشترك البلدان في عضوية مجموعة من المنظمات الدولية، منها:
| علم المنظمة | اسم المنظمة                                 | تاريخ انضمام سيراليون | تاريخ انضمام فيجي |
| ----------- | ------------------------------------------- | --------------------- | ----------------- |
|             | مؤسسة التنمية الدولية                       | 13 نوفمبر 1962        | 29 سبتمبر 1972    |
|             | يونسكو                                      | 28 مارس 1962          | 14 يوليو 1983     |
|             | مؤسسة التمويل الدولية                       | 10 سبتمبر 1962        | 12 يوليو 1979     |
|             | منظمة حظر الأسلحة الكيميائية                | ?                     | ?                 |
|             | الأمم المتحدة                               | 27 سبتمبر 1961        | 13 أكتوبر 1970    |
|             | الاتحاد الدولي للاتصالات                    | 30 ديسمبر 1961        | 5 مايو 1971       |
|             | منظمة الشرطة الجنائية الدولية               | ?                     | ?                 |
|             | البنك الدولي للإنشاء والتعمير               | 10 سبتمبر 1962        | 28 مايو 1971      |
|             | الاتحاد البريدي العالمي                     | ?                     | ?                 |
|             | المركز الدولي لتسوية المنازعات الاستشارية   | 14 أكتوبر 1966        | 10 سبتمبر 1977    |
|             | وكالة ضمان الاستثمار متعدد الأطراف          | 20 يونيو 1996         | 24 سبتمبر 1990    |
|             | مجموعة دول أفريقيا والكاريبي والمحيط الهادئ | ?                     | ?                 |
|             | منظمة التجارة العالمية                      | ?                     | ?                 |

## وصلات خارجية
- موقع وزارة الخارجية الفيجية